# Liz J. Patterson
Elizabeth Johnston Patterson, detta Liz (Columbia, 18 novembre 1939 – 10 novembre 2018), è stata una politica statunitense, membro della Camera dei Rappresentanti per lo stato della Carolina del Sud dal 1987 al 1993.

## Biografia
Figlia di Olin D. Johnston, governatore della Carolina del Sud e senatore del Partito Democratico, dopo gli studi la Patterson lavorò a Washington per i Peace Corps e per l'amministrazione Johnson.
Negli anni successivi fu consigliera della Contea di Spartanburg e dal 1979 al 1986 servì all'interno della legislatura statale della Carolina del Sud. Nel 1987 approdò alla Camera dei Rappresentanti succedendo al deputato repubblicano Carroll A. Campbell Jr., che era stato eletto governatore. La Patterson fu la prima donna ad essere eletta al Congresso dalla Carolina del Sud senza succedere al marito.
Pur rappresentando un distretto tendenzialmente favorevole ai repubblicani, la Patterson venne rieletta per altri due mandati nel 1988 e nel 1990. Nel 1992 chiese un altro mandato agli elettori ma venne inaspettatamente sconfitta di misura dall'avversario Bob Inglis, un avvocato che non aveva mai ricoperto cariche pubbliche.
Dopo aver lasciato la Camera, nel 1994 si candidò alla carica di vicegovernatore ma non venne eletta. In seguito ottenne un posto da docente di scienze politiche all'università.